# Roland Jonsson
Mats Roland Manny Jonsson, född 2 oktober 1958 i Almunge församling, Uppsala län, är en svensk målare.
Jonsson är bosatt i Almunge utanför Uppsala.
Hans intresse för djur och natur präglar hans konstnärskap och motiven hämtas gärna i och omkring vatten. Redan som ung tonåring uppmärksammades hans konst på utställningar, tidskrifter och TV. Hans konst visas regelbundet på utställningar i Sverige och utomlands. Rolands Jonssons huvudsakliga motiv är fåglar, fiskar, fjärilar och däggdjur som avbildas i olja eller akvarell. Sin inspiration hämtar han bland annat från sin hembygd i Almunge i Roslagen. Andra inspirationskällor är Roslagens skärgård och de nordnorska fjordarna.
År 2000 och 2003 köpte National Museum of Wildlife Art i USA två målningar till sina samlingar. Utöver detta återfinns hans målningar på ett flertal platser runt om i världen. Han har även målat och designat ett flertal Nobeldiplom.
Han utsågs till hedersdoktor vid SLU (Sveriges lantbruksuniversitet) 2016.